# 클렘슨급 구축함

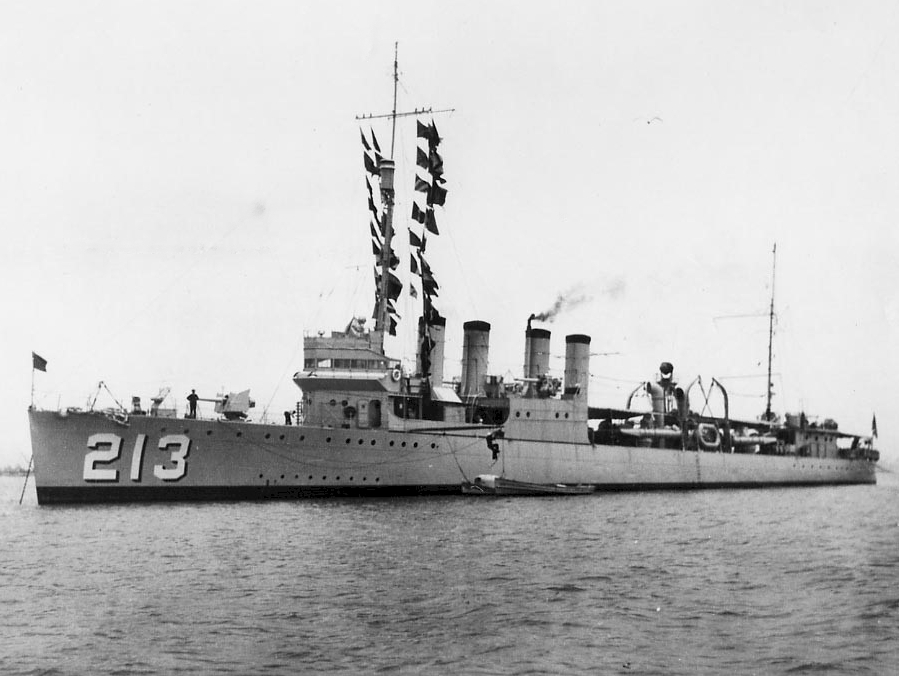

클렘슨급 구축함(Clemson-class destroyer)은 제1차 세계 대전 이후부터 제2차 세계 대전까지 미국 해군에서 운용된 156척의 구축함(6척은 더 취소되었으며 시작되지 않았음)으로 구성되었다.
클렘슨급 함선은 1919년부터 1922년까지 미국 해군에 취역했다. 클렘슨급은 연료 용량을 늘리기 위해 위키스급 구축함을 약간 재설계한 것으로, 제2차 세계 대전 이전 미국을 위해 건조된 마지막 플러시 데크 구축함이었다. 플레처급 구축함 이전까지 클렘슨급은 미 해군에서 취역한 구축함 중 가장 수가 많았으며 일반적으로 "플러시 데커", "4중 구축함" 또는 "4파이퍼"로 알려졌다.